# Csehország településeinek listája A–I
Csehország településeinek listája az ország háromszintű közigazgatási rendszerében a legalsó szintű, a kerületeket alkotó járások felosztásával kialakított közigazgatási egységeket sorolja fel a Cseh Statisztikai Hivatal hivatalos településnévtára alapján. A magyar betűrend szerint felsorolt név mellett zárójelben feltüntettük a közigazgatási egység típusát (város – město; mezőváros – městys; község – obec; katonai terület – vojenský újezd), továbbá a járás nevét, amelynek az adott község beosztott egysége.

## A
- Abertamy (város, Karlovy Vary-i j.)
- Adamov (város, Blanskói j.)
- Adamov (község, České Budějovice-i j.)
- Adamov (község, Kutná Hora-i j.)
- Adršpach (község, Náchodi j.)
- Albrechtice (község, Karvinái j.)
- Albrechtice (község, Ústí nad Orlicí-i j.)
- Albrechtice nad Orlicí (község, Rychnov nad Kněžnou-i j.)
- Albrechtice nad Vltavou (község, Píseki j.)
- Albrechtice v Jizerských horách (község, Jablonec nad Nisou-i j.)
- Albrechtičky (község, Nový Jičín-i j.)
- Alojzov (község, Prostějovi j.)
- Andělská Hora (város, Bruntáli j.)
- Andělská Hora (község, Karlovy Vary-i j.)
- Anenská Studánka (község, Ústí nad Orlicí-i j.)
- Archlebov (község, Hodoníni j.)
- Arneštovice (község, Pelhřimovi j.)
- Arnolec (község, Jihlavai j.)
- Arnoltice (község, Děčíni j.)
- Aš (város, Chebi j.)

## B
- Babice (község, Hradec Králové-i j.)
- Babice (község, Kelet-prágai j.)
- Babice (község, Olomouci j.)
- Babice (község, Prachaticei j.)
- Babice (község, Třebíči j.)
- Babice (község, Uherské Hradiště-i j.)
- Babice nad Svitavou (község, Brno-vidéki j.)
- Babice u Rosic (község, Brno-vidéki j.)
- Babylon (község, Domažlicei j.)
- Bačalky (község, Jičíni j.)
- Bačetín (község, Rychnov nad Kněžnou-i j.)
- Bačice (község, Třebíči j.)
- Bačkov (község, Havlíčkův Brod-i j.)
- Bačkovice (község, Třebíči j.)
- Bácovice (község, Pelhřimovi j.)
- Bakov nad Jizerou (város, Mladá Boleslav-i j.)
- Baliny (község, Žďár nad Sázavou-i j.)
- Balkova Lhota (község, Tábori j.)
- Banín (község, Svitavyi j.)
- Bánov (község, Uherské Hradiště-i j.)
- Báňovice (község, Jindřichův Hradec-i j.)
- Bantice (község, Znojmói j.)
- Barchov (község, Hradec Králové-i j.)
- Barchov (község, Pardubicei j.)
- Barchovice (község, Kolíni j.)
- Bařice-Velké Těšany (község, Kroměříži j.)
- Bartošovice v Orlických horách (község, Rychnov nad Kněžnou-i j.)
- Bartošovice (község, Nový Jičín-i j.)
- Bartoušov (község, Havlíčkův Brod-i j.)
- Baška (község, Frýdek-místeki j.)
- Bašnice (község, Jičíni j.)
- Bašť (község, Kelet-prágai j.)
- Batelov (mezőváros, Jihlavai j.)
- Batňovice (község, Trutnovi j.)
- Bavorov (város, Strakonicei j.)
- Bavory (község, Břeclavi j.)
- Bavoryně (község, Berouni j.)
- Bdeněves (község, Észak-plzeňi j.)
- Bdín (község, Rakovníki j.)
- Běchary (község, Jičíni j.)
- Bechlín (község, Litoměřicei j.)
- Bechyně (város, Tábori j.)
- Bečice (község, České Budějovice-i j.)
- Bečice (község, Tábori j.)
- Bečov (község, Mosti j.)
- Bečov nad Teplou (város, Karlovy Vary-i j.)
- Bečváry (község, Kolíni j.)
- Bedihošť (község, Prostějovi j.)
- Bednárec (község, Jindřichův Hradec-i j.)
- Bednáreček (község, Jindřichův Hradec-i j.)
- Bedřichov (község, Blanskói j.)
- Bedřichov (község, Jablonec nad Nisou-i j.)
- Běhařov (község, Klatovyi j.)
- Běhařovice (mezőváros, Znojmói j.)
- Bělá (község, Havlíčkův Brod-i j.)
- Bělá (község, Opavai j.)
- Bělá (község, Pelhřimovi j.)
- Bělá (község, Semilyi j.)
- Bělá nad Radbuzou (város, Domažlicei j.)
- Bělá nad Svitavou (község, Svitavyi j.)
- Bělá pod Bezdězem (város, Mladá Boleslav-i j.)
- Bělá pod Pradědem (község, Jeseníki j.)
- Bělá u Jevíčka (község, Svitavyi j.)
- Bělčice (város, Strakonicei j.)
- Běleč (község, Brno-vidéki j.)
- Běleč (község, Kladnói j.)
- Běleč (község, Tábori j.)
- Běleč nad Orlicí (község, Hradec Králové-i j.)
- Bělkovice-Lašťany (község, Olomouci j.)
- Běloky (község, Kladnói j.)
- Bělotín (község, Přerovi j.)
- Bělov (község, Zlíni j.)
- Bělušice (község, Kolíni j.)
- Bělušice (község, Mosti j.)
- Benátky (község, Hradec Králové-i j.)
- Benátky (község, Svitavyi j.)
- Benátky nad Jizerou (város, Mladá Boleslav-i j.)
- Benecko (község, Semilyi j.)
- Benešov (város, Benešovi j.)
- Benešov (község, Blanskói j.)
- Benešov nad Černou (község, Český Krumlov-i j.)
- Benešov nad Ploučnicí (város, Děčíni j.)
- Benešov u Semil (község, Semilyi j.)
- Benešovice (község, Tachovi j.)
- Benetice (község, Třebíči j.)
- Beňov (község, Přerovi j.)
- Bernardov (község, Kutná Hora-i j.)
- Bernartice (község, Benešovi j.)
- Bernartice (község, Jeseníki j.)
- Bernartice (mezőváros, Píseki j.)
- Bernartice (község, Trutnovi j.)
- Bernartice nad Odrou (község, Nový Jičín-i j.)
- Beroun (város, Berouni j.)
- Beřovice (község, Kladnói j.)
- Běrunice (község, Nymburki j.)
- Besednice (mezőváros, Český Krumlov-i j.)
- Běšiny (község, Klatovyi j.)
- Běštín (község, Berouni j.)
- Běstovice (község, Ústí nad Orlicí-i j.)
- Běstvina (község, Chrudimi j.)
- Bezděčí u Trnávky (község, Svitavyi j.)
- Bezdědovice (község, Strakonicei j.)
- Bezděkov (község, Havlíčkův Brod-i j.)
- Bezděkov (község, Klatovyi j.)
- Bezděkov (község, Pardubicei j.)
- Bezděkov (község, Rokycanyi j.)
- Bezděkov nad Metují (község, Náchodi j.)
- Bezděkov pod Třemšínem (község, Příbrami j.)
- Bezděz (község, Česká Lípa-i j.)
- Bezdružice (város, Tachovi j.)
- Bezkov (község, Znojmói j.)
- Bezměrov (község, Kroměříži j.)
- Bezno (mezőváros, Mladá Boleslav-i j.)
- Bezuchov (község, Přerovi j.)
- Bezvěrov (község, Észak-plzeňi j.)
- Bílá (község, Frýdek-místeki j.)
- Bílá (község, Libereci j.)
- Bílá Hlína (község, Mladá Boleslav-i j.)
- Bílá Lhota (község, Olomouci j.)
- Bílá Třemešná (község, Trutnovi j.)
- Bílá Voda (község, Jeseníki j.)
- Bílčice (község, Bruntáli j.)
- Bílé Podolí (mezőváros, Kutná Hora-i j.)
- Bílé Poličany (község, Trutnovi j.)
- Bílence (község, Chomutovi j.)
- Bílichov (község, Kladnói j.)
- Bílina (város, Teplicei j.)
- Bílkovice (község, Benešovi j.)
- Bílov (község, Észak-plzeňi j.)
- Bílov (község, Nový Jičín-i j.)
- Bílovec (város, Nový Jičín-i j.)
- Bílovice nad Svitavou (község, Brno-vidéki j.)
- Bílovice (község, Uherské Hradiště-i j.)
- Bílovice-Lutotín (község, Prostějovi j.)
- Bílsko (község, Olomouci j.)
- Bílsko (község, Strakonicei j.)
- Bílsko u Hořic (község, Jičíni j.)
- Bílý Kámen (község, Jihlavai j.)
- Bílý Kostel nad Nisou (község, Libereci j.)
- Bílý Potok (község, Libereci j.)
- Bílý Újezd (község, Rychnov nad Kněžnou-i j.)
- Biřkov (község, Klatovyi j.)
- Biskoupky (község, Brno-vidéki j.)
- Biskupice (község, Chrudimi j.)
- Biskupice (község, Prostějovi j.)
- Biskupice (község, Svitavyi j.)
- Biskupice (község, Zlíni j.)
- Biskupice-Pulkov (község, Třebíči j.)
- Bítouchov (község, Mladá Boleslav-i j.)
- Bítov (község, Nový Jičín-i j.)
- Bítov (község, Znojmói j.)
- Bítovany (község, Chrudimi j.)
- Bítovčice (község, Jihlavai j.)
- Bitozeves (község, Lounyi j.)
- Blanné (község, Znojmói j.)
- Blansko (város, Blanskói j.)
- Blatce (község, Česká Lípa-i j.)
- Blatec (község, Olomouci j.)
- Blatná (város, Strakonicei j.)
- Blatnice (község, Észak-plzeňi j.)
- Blatnice (község, Třebíči j.)
- Blatnice pod Svatým Antonínkem (község, Hodoníni j.)
- Blatnička (község, Hodoníni j.)
- Blatno (község, Chomutovi j.)
- Blatno (község, Lounyi j.)
- Blažejov (község, Jindřichův Hradec-i j.)
- Blažejovice (község, Benešovi j.)
- Blazice (község, Kroměříži j.)
- Blažim (község, Észak-plzeňi j.)
- Blažim (község, Lounyi j.)
- Blažkov (község, Žďár nad Sázavou-i j.)
- Blažovice (község, Brno-vidéki j.)
- Blešno (község, Hradec Králové-i j.)
- Blevice (község, Kladnói j.)
- Blížejov (község, Domažlicei j.)
- Blíževedly (község, Česká Lípa-i j.)
- Blízkov (község, Žďár nad Sázavou-i j.)
- Blížkovice (mezőváros, Znojmói j.)
- Blovice (város, Dél-plzeňi j.)
- Blšany u Loun (község, Lounyi j.)
- Blšany (város, Lounyi j.)
- Blučina (község, Brno-vidéki j.)
- Bludov (község, Kutná Hora-i j.)
- Bludov (község, Šumperki j.)
- Bobnice (község, Nymburki j.)
- Bobrová (mezőváros, Žďár nad Sázavou-i j.)
- Bobrůvka (község, Žďár nad Sázavou-i j.)
- Bocanovice (község, Frýdek-místeki j.)
- Bochoř (község, Přerovi j.)
- Bochov (város, Karlovy Vary-i j.)
- Bochovice (község, Třebíči j.)
- Boháňka (község, Jičíni j.)
- Boharyně (község, Hradec Králové-i j.)
- Bohaté Málkovice (község, Vyškovi j.)
- Bohatice (község, Česká Lípa-i j.)
- Bohdalec (község, Žďár nad Sázavou-i j.)
- Bohdalice-Pavlovice (község, Vyškovi j.)
- Bohdalín (község, Pelhřimovi j.)
- Bohdalov (mezőváros, Žďár nad Sázavou-i j.)
- Bohdalovice (község, Český Krumlov-i j.)
- Bohdaneč (község, Kutná Hora-i j.)
- Bohdašín (község, Rychnov nad Kněžnou-i j.)
- Bohdíkov (község, Šumperki j.)
- Bohostice (község, Příbrami j.)
- Bohumilice (község, Prachaticei j.)
- Bohumín (város, Karvinái j.)
- Bohunice (község, Prachaticei j.)
- Bohuňov (község, Svitavyi j.)
- Bohuňov (község, Žďár nad Sázavou-i j.)
- Bohuňovice (község, Olomouci j.)
- Bohuňovice (község, Svitavyi j.)
- Bohušice (község, Třebíči j.)
- Bohuslavice (község, Jihlavai j.)
- Bohuslavice (község, Náchodi j.)
- Bohuslavice (község, Opavai j.)
- Bohuslavice (község, Prostějovi j.)
- Bohuslavice (község, Šumperki j.)
- Bohuslavice nad Vláří (község, Zlíni j.)
- Bohuslavice u Zlína (község, Zlíni j.)
- Bohuslávky (község, Přerovi j.)
- Bohušov (község, Bruntáli j.)
- Bohušovice nad Ohří (város, Litoměřicei j.)
- Bohutice (község, Znojmói j.)
- Bohutín (község, Příbrami j.)
- Bohutín (község, Šumperki j.)
- Bohy (község, Észak-plzeňi j.)
- Bojanov (mezőváros, Chrudimi j.)
- Bojanovice (község, Nyugat-prágai j.)
- Bojanovice (község, Znojmói j.)
- Bojiště (község, Havlíčkův Brod-i j.)
- Bojkovice (város, Uherské Hradiště-i j.)
- Bolatice (község, Opavai j.)
- Boleboř (község, Chomutovi j.)
- Bolehošť (község, Rychnov nad Kněžnou-i j.)
- Boleradice (mezőváros, Břeclavi j.)
- Bolešiny (község, Klatovyi j.)
- Boletice (katonai terület, Český Krumlov-i j.)
- Bolkov (község, Dél-plzeňi j.)
- Boňkov (község, Havlíčkův Brod-i j.)
- Bor (város, Tachovi j.)
- Bor u Skutče (község, Chrudimi j.)
- Borač (község, Brno-vidéki j.)
- Bořanovice (község, Kelet-prágai j.)
- Bordovice (község, Nový Jičín-i j.)
- Boreč (község, Mladá Boleslav-i j.)
- Borek (község, České Budějovice-i j.)
- Borek (község, Havlíčkův Brod-i j.)
- Borek (község, Jičíni j.)
- Borek (község, Kelet-prágai j.)
- Borek (község, Pardubicei j.)
- Bořenovice (község, Kroměříži j.)
- Bořetice (község, Břeclavi j.)
- Bořetice (község, Pelhřimovi j.)
- Bořetín (község, Jindřichův Hradec-i j.)
- Bořetín (község, Pelhřimovi j.)
- Bořice (község, Chrudimi j.)
- Bořislav (község, Teplicei j.)
- Bořitov (község, Blanskói j.)
- Borkovany (község, Břeclavi j.)
- Borkovice (község, Tábori j.)
- Borohrádek (város, Rychnov nad Kněžnou-i j.)
- Borotice (község, Příbrami j.)
- Borotice (község, Znojmói j.)
- Borotín (község, Blanskói j.)
- Borotín (mezőváros, Tábori j.)
- Borová (község, Náchodi j.)
- Borová (község, Svitavyi j.)
- Borová Lada (község, Prachaticei j.)
- Borovany (város, České Budějovice-i j.)
- Borovany (község, Píseki j.)
- Borovná (község, Jihlavai j.)
- Borovnice (község, Benešovi j.)
- Borovnice (község, České Budějovice-i j.)
- Borovnice (község, Rychnov nad Kněžnou-i j.)
- Borovnice (község, Trutnovi j.)
- Borovnice (község, Žďár nad Sázavou-i j.)
- Borovnička (község, Trutnovi j.)
- Borovník (község, Brno-vidéki j.)
- Borovno (község, Dél-plzeňi j.)
- Borovy (község, Dél-plzeňi j.)
- Boršice u Blatnice (község, Uherské Hradiště-i j.)
- Boršice (község, Uherské Hradiště-i j.)
- Boršov nad Vltavou (község, České Budějovice-i j.)
- Boršov (község, Jihlavai j.)
- Borušov (község, Svitavyi j.)
- Bory (község, Žďár nad Sázavou-i j.)
- Boseň (község, Mladá Boleslav-i j.)
- Bošice (község, Prachaticei j.)
- Bošilec (község, České Budějovice-i j.)
- Bošín (község, Ústí nad Orlicí-i j.)
- Boskovice (város, Blanskói j.)
- Boskovštejn (község, Znojmói j.)
- Bošovice (község, Vyškovi j.)
- Boudy (község, Píseki j.)
- Bousín (község, Prostějovi j.)
- Bousov (község, Chrudimi j.)
- Bouzov (község, Olomouci j.)
- Božanov (község, Náchodi j.)
- Božejov (mezőváros, Pelhřimovi j.)
- Božetice (község, Píseki j.)
- Boží Dar (város, Karlovy Vary-i j.)
- Božičany (község, Karlovy Vary-i j.)
- Božice (község, Znojmói j.)
- Bozkov (község, Semilyi j.)
- Bradáčov (község, Tábori j.)
- Brada-Rybníček (község, Jičíni j.)
- Bradlec (község, Mladá Boleslav-i j.)
- Bradlecká Lhota (község, Semilyi j.)
- Brambory (község, Kutná Hora-i j.)
- Braňany (község, Mosti j.)
- Brandov (község, Mosti j.)
- Brandýs nad Labem-Stará Boleslav (város, Kelet-prágai j.)
- Brandýs nad Orlicí (város, Ústí nad Orlicí-i j.)
- Brandýsek (község, Kladnói j.)
- Branice (község, Píseki j.)
- Braníškov (község, Brno-vidéki j.)
- Branišov (község, České Budějovice-i j.)
- Branišovice (község, Brno-vidéki j.)
- Branka u Opavy (község, Opavai j.)
- Brankovice (mezőváros, Vyškovi j.)
- Branky (község, Vsetíni j.)
- Branná (község, Šumperki j.)
- Branov (község, Rakovníki j.)
- Bransouze (község, Třebíči j.)
- Brantice (község, Bruntáli j.)
- Branžež (község, Mladá Boleslav-i j.)
- Braškov (község, Kladnói j.)
- Břasy (község, Rokycanyi j.)
- Bratčice (község, Brno-vidéki j.)
- Bratčice (község, Kutná Hora-i j.)
- Bratkovice (község, Příbrami j.)
- Bratřejov (község, Zlíni j.)
- Bratřice (község, Pelhřimovi j.)
- Bratříkovice (község, Opavai j.)
- Bratřínov (község, Nyugat-prágai j.)
- Bratronice (község, Kladnói j.)
- Bratronice (község, Strakonicei j.)
- Bratrušov (község, Šumperki j.)
- Bravantice (község, Nový Jičín-i j.)
- Brázdim (község, Kelet-prágai j.)
- Bražec(wd) (község, Karlovy Vary-i j.)
- Břeclav (város, Břeclavi j.)
- Břehov (község, České Budějovice-i j.)
- Břehy (község, Pardubicei j.)
- Břest (község, Kroměříži j.)
- Břestek (község, Uherské Hradiště-i j.)
- Břevnice (község, Havlíčkův Brod-i j.)
- Břežany (község, Klatovyi j.)
- Břežany (község, Rakovníki j.)
- Břežany (község, Znojmói j.)
- Břežany I (község, Kolíni j.)
- Břežany II (község, Kolíni j.)
- Březejc (község, Žďár nad Sázavou-i j.)
- Březí (község, Břeclavi j.)
- Březí (község, Kelet-prágai j.)
- Březí (község, Strakonicei j.)
- Březí (község, Žďár nad Sázavou-i j.)
- Březí nad Oslavou (község, Žďár nad Sázavou-i j.)
- Březina (Blansko) (község, Brno-vidéki j.)
- Březina (község, Jičíni j.)
- Březina (község, Jindřichův Hradec-i j.)
- Březina (község, Mladá Boleslav-i j.)
- Březina (község, Rokycanyi j.)
- Březina (község, Svitavyi j.)
- Březina(wd) (katonai terület, Vyškovi j.)
- Březina u Tišnova(wd) (község, Brno-vidéki j.)
- Březinky (község, Svitavyi j.)
- Březiny (község, Svitavyi j.)
- Březnice (város, Příbrami j.)
- Březnice (község, Tábori j.)
- Březnice (község, Zlíni j.)
- Březník (község, Třebíči j.)
- Březno (község, Chomutovi j.)
- Březno (mezőváros, Mladá Boleslav-i j.)
- Březolupy (község, Uherské Hradiště-i j.)
- Březová (község, Berouni j.)
- Březová (község, Karlovy Vary-i j.)
- Březová (község, Opavai j.)
- Březová (város, Sokolovi j.)
- Březová (község, Uherské Hradiště-i j.)
- Březová (község, Zlíni j.)
- Březová nad Svitavou (város, Svitavyi j.)
- Březová-Oleško (község, Nyugat-prágai j.)
- Březovice (község, Mladá Boleslav-i j.)
- Březůvky (község, Zlíni j.)
- Březské (község, Žďár nad Sázavou-i j.)
- Březsko (község, Prostějovi j.)
- Břidličná (város, Bruntáli j.)
- Bříšťany (község, Jičíni j.)
- Bříství (község, Nymburki j.)
- Bříza (község, Litoměřicei j.)
- Brloh (község, Český Krumlov-i j.)
- Brloh (község, Pardubicei j.)
- Brňany (község, Litoměřicei j.)
- Brněnec (község, Svitavyi j.)
- Brníčko (község, Šumperki j.)
- Brnířov (község, Domažlicei j.)
- Brniště (község, Česká Lípa-i j.)
- Brno (város, Brno városi j.)
- Brod nad Dyjí (község, Břeclavi j.)
- Brod nad Tichou (község, Tachovi j.)
- Brodce (mezőváros, Mladá Boleslav-i j.)
- Brodec (község, Lounyi j.)
- Brodek u Konice (község, Prostějovi j.)
- Brodek u Přerova (mezőváros, Přerovi j.)
- Brodek u Prostějova (mezőváros, Prostějovi j.)
- Brodeslavy (község, Észak-plzeňi j.)
- Broumov (város, Náchodi j.)
- Broumov (község, Tachovi j.)
- Broumy (község, Berouni j.)
- Brozany nad Ohří (mezőváros, Litoměřicei j.)
- Brtnice (város, Jihlavai j.)
- Brtnička (község, Jihlavai j.)
- Brťov-Jeneč (község, Blanskói j.)
- Brumov (község, Brno-vidéki j.)
- Brumov-Bylnice (város, Zlíni j.)
- Brumovice (község, Břeclavi j.)
- Brumovice (község, Opavai j.)
- Bruntál (város, Bruntáli j.)
- Brusné (község, Kroměříži j.)
- Brušperk (város, Frýdek-místeki j.)
- Bruzovice (község, Frýdek-místeki j.)
- Břvany (község, Lounyi j.)
- Brzánky (község, Litoměřicei j.)
- Brzice (község, Náchodi j.)
- Brzkov (község, Jihlavai j.)
- Bublava (község, Sokolovi j.)
- Bubovice (község, Berouni j.)
- Buchlovice (mezőváros, Uherské Hradiště-i j.)
- Bučí (község, Észak-plzeňi j.)
- Bučina (község, Ústí nad Orlicí-i j.)
- Bučovice (város, Vyškovi j.)
- Budčeves (község, Jičíni j.)
- Budeč (község, Jindřichův Hradec-i j.)
- Budeč (község, Žďár nad Sázavou-i j.)
- Budětice (község, Klatovyi j.)
- Budětsko (község, Prostějovi j.)
- Budíkov (község, Pelhřimovi j.)
- Budiměřice (község, Nymburki j.)
- Budíškovice (község, Jindřichův Hradec-i j.)
- Budislav (község, Svitavyi j.)
- Budislav (község, Tábori j.)
- Budišov nad Budišovkou (város, Opavai j.)
- Budišov (mezőváros, Třebíči j.)
- Budišovice (község, Opavai j.)
- Budkov (község, Prachaticei j.)
- Budkov (község, Třebíči j.)
- Budyně nad Ohří (város, Litoměřicei j.)
- Budyně (község, Strakonicei j.)
- Bujanov (község, Český Krumlov-i j.)
- Bujesily (község, Rokycanyi j.)
- Buk (község, Prachaticei j.)
- Buk (község, Přerovi j.)
- Bukov (község, Žďár nad Sázavou-i j.)
- Buková (község, Dél-plzeňi j.)
- Buková (község, Prostějovi j.)
- Buková u Příbramě (község, Příbrami j.)
- Bukovany (község, Benešovi j.)
- Bukovany (község, Hodoníni j.)
- Bukovany (község, Olomouci j.)
- Bukovany (község, Příbrami j.)
- Bukovany (község, Sokolovi j.)
- Bukovec (község, Domažlicei j.)
- Bukovec (község, Frýdek-místeki j.)
- Bukovice (község, Brno-vidéki j.)
- Bukovice (község, Náchodi j.)
- Bukovina (község, Blanskói j.)
- Bukovina nad Labem (község, Pardubicei j.)
- Bukovina u Čisté (község, Semilyi j.)
- Bukovina u Přelouče (község, Pardubicei j.)
- Bukovinka (község, Blanskói j.)
- Bukovka (község, Pardubicei j.)
- Bukovník (község, Klatovyi j.)
- Bukovno (község, Mladá Boleslav-i j.)
- Bukvice (község, Jičíni j.)
- Bulhary (község, Břeclavi j.)
- Bulovka (község, Libereci j.)
- Buřenice (község, Pelhřimovi j.)
- Buš (község, Nyugat-prágai j.)
- Bušanovice (község, Prachaticei j.)
- Bušín (község, Šumperki j.)
- Bušovice (község, Rokycanyi j.)
- Buštěhrad (város, Kladnói j.)
- Butoves (község, Jičíni j.)
- Buzice (község, Strakonicei j.)
- Býchory (község, Kolíni j.)
- Býčkovice (község, Litoměřicei j.)
- Býkev (község, Mělníki j.)
- Bykoš (község, Berouni j.)
- Býkovice (község, Blanskói j.)
- Býkov-Láryšov (község, Bruntáli j.)
- Bylany (község, Chrudimi j.)
- Bynovec (község, Děčíni j.)
- Byšice (község, Mělníki j.)
- Býškovice (község, Přerovi j.)
- Býšovec (község, Žďár nad Sázavou-i j.)
- Býšť (község, Pardubicei j.)
- Bystrá (község, Pelhřimovi j.)
- Bystrá nad Jizerou (község, Semilyi j.)
- Bystřany (község, Teplicei j.)
- Bystré (község, Rychnov nad Kněžnou-i j.)
- Bystré (város, Svitavyi j.)
- Bystřec (község, Ústí nad Orlicí-i j.)
- Bystřice (város, Benešovi j.)
- Bystřice (község, Frýdek-místeki j.)
- Bystřice (község, Jičíni j.)
- Bystřice nad Pernštejnem (város, Žďár nad Sázavou-i j.)
- Bystřice pod Hostýnem (város, Kroměříži j.)
- Bystřice pod Lopeníkem (község, Uherské Hradiště-i j.)
- Bystřička (község, Vsetíni j.)
- Bystročice (község, Olomouci j.)
- Bystrovany (község, Olomouci j.)
- Byzhradec (község, Rychnov nad Kněžnou-i j.)
- Bžany (község, Teplicei j.)
- Bzenec (város, Hodoníni j.)
- Bzová (község, Berouni j.)

## C
- Čachotín (község, Havlíčkův Brod-i j.)
- Čachovice (község, Mladá Boleslav-i j.)
- Čachrov (mezőváros, Klatovyi j.)
- Čakov (község, Benešovi j.)
- Čakov (község, České Budějovice-i j.)
- Čaková (község, Bruntáli j.)
- Čakovičky (község, Mělníki j.)
- Čankovice (község, Chrudimi j.)
- Čáslav (város, Kutná Hora-i j.)
- Čáslavice (község, Třebíči j.)
- Čáslavsko (község, Pelhřimovi j.)
- Částkov (község, Tachovi j.)
- Částkov (község, Uherské Hradiště-i j.)
- Častohostice (község, Třebíči j.)
- Častolovice (mezőváros, Rychnov nad Kněžnou-i j.)
- Častrov (község, Pelhřimovi j.)
- Časy (község, Pardubicei j.)
- Čavisov (község, Ostrava városi j.)
- Čebín (község, Brno-vidéki j.)
- Cebiv (község, Tachovi j.)
- Čečelice (község, Mělníki j.)
- Čečelovice (község, Strakonicei j.)
- Čechočovice (község, Třebíči j.)
- Čechtice (mezőváros, Benešovi j.)
- Čechtín (község, Třebíči j.)
- Čechy (község, Přerovi j.)
- Čechy pod Kosířem (község, Prostějovi j.)
- Čečkovice (község, Havlíčkův Brod-i j.)
- Čečovice (község, Domažlicei j.)
- Cehnice (község, Strakonicei j.)
- Čehovice (község, Prostějovi j.)
- Čejč (község, Hodoníni j.)
- Čejetice (község, Strakonicei j.)
- Čejkovice (község, České Budějovice-i j.)
- Čejkovice (község, Hodoníni j.)
- Čejkovice (község, Kutná Hora-i j.)
- Čejkovice (község, Znojmói j.)
- Cejle (község, Jihlavai j.)
- Čejov (község, Pelhřimovi j.)
- Cekov (község, Rokycanyi j.)
- Čeladná (község, Frýdek-místeki j.)
- Čelákovice (város, Kelet-prágai j.)
- Čelčice (község, Prostějovi j.)
- Čelechovice na Hané (község, Prostějovi j.)
- Čelechovice (község, Přerovi j.)
- Čelistná (község, Pelhřimovi j.)
- Čeložnice (község, Hodoníni j.)
- Čeminy (község, Észak-plzeňi j.)
- Čenkov u Bechyně (község, České Budějovice-i j.)
- Čenkov (község, Příbrami j.)
- Čenkovice (község, Ústí nad Orlicí-i j.)
- Cep (község, Jindřichův Hradec-i j.)
- Čeperka (község, Pardubicei j.)
- Čepí (község, Pardubicei j.)
- Čepřovice (község, Strakonicei j.)
- Čeradice (község, Lounyi j.)
- Čerčany (község, Benešovi j.)
- Cerekvice nad Bystřicí (község, Jičíni j.)
- Cerekvice nad Loučnou (község, Svitavyi j.)
- Cerekvička-Rosice (község, Jihlavai j.)
- Cerhenice (mezőváros, Kolíni j.)
- Cerhonice (község, Píseki j.)
- Cerhovice (mezőváros, Berouni j.)
- Čermákovice (község, Znojmói j.)
- Čermná (község, Domažlicei j.)
- Čermná (község, Trutnovi j.)
- Čermná nad Orlicí (község, Rychnov nad Kněžnou-i j.)
- Čermná ve Slezsku (község, Opavai j.)
- Černá Hora (mezőváros, Blanskói j.)
- Černá u Bohdanče (község, Pardubicei j.)
- Černá v Pošumaví (község, Český Krumlov-i j.)
- Černá Voda (község, Jeseníki j.)
- Černá (község, Žďár nad Sázavou-i j.)
- Černava (község, Karlovy Vary-i j.)
- Černčice (község, Lounyi j.)
- Černčice (község, Náchodi j.)
- Černé Voděrady (község, Kelet-prágai j.)
- Černěves (község, Litoměřicei j.)
- Černíč (község, Jihlavai j.)
- Černíkov (község, Klatovyi j.)
- Černíkovice (község, Észak-plzeňi j.)
- Černíkovice (község, Rychnov nad Kněžnou-i j.)
- Černíky (község, Nymburki j.)
- Černilov (község, Hradec Králové-i j.)
- Černín (község, Znojmói j.)
- Černíny (község, Kutná Hora-i j.)
- Černiv (község, Litoměřicei j.)
- Černolice (község, Nyugat-prágai j.)
- Černošice (város, Nyugat-prágai j.)
- Černošín (város, Tachovi j.)
- Černotín (község, Přerovi j.)
- Černouček (község, Litoměřicei j.)
- Černousy (község, Libereci j.)
- Černov (község, Pelhřimovi j.)
- Černovice (község, Blanskói j.)
- Černovice (község, Chomutovi j.)
- Černovice (község, Domažlicei j.)
- Černovice (város, Pelhřimovi j.)
- Čerňovice (község, Észak-plzeňi j.)
- Černožice (község, Hradec Králové-i j.)
- Černuc (község, Kladnói j.)
- Černvír (község, Brno-vidéki j.)
- Černý Důl (mezőváros, Trutnovi j.)
- Černýšovice (község, Tábori j.)
- Červená Hora (község, Náchodi j.)
- Červená Lhota (község, Třebíči j.)
- Červená Řečice (város, Pelhřimovi j.)
- Červená Třemešná (község, Jičíni j.)
- Červená Voda (község, Ústí nad Orlicí-i j.)
- Červené Janovice (község, Kutná Hora-i j.)
- Červené Pečky (mezőváros, Kolíni j.)
- Červené Poříčí (község, Klatovyi j.)
- Červenka (község, Olomouci j.)
- Červený Hrádek (község, Jindřichův Hradec-i j.)
- Červený Kostelec (város, Náchodi j.)
- Červený Újezd (község, Benešovi j.)
- Červený Újezd (község, Nyugat-prágai j.)
- Česká Bělá (mezőváros, Havlíčkův Brod-i j.)
- Česká Bříza (község, Észak-plzeňi j.)
- Česká Čermná (község, Náchodi j.)
- Česká Kamenice (város, Děčíni j.)
- Česká Kubice (község, Domažlicei j.)
- Česká Lípa (város, Česká Lípa-i j.)
- Česká Metuje (község, Náchodi j.)
- Česká Rybná (község, Ústí nad Orlicí-i j.)
- Česká Skalice (város, Náchodi j.)
- Česká Třebová (város, Ústí nad Orlicí-i j.)
- Česká Ves (község, Jeseníki j.)
- Česká (község, Brno-vidéki j.)
- České Budějovice (város, České Budějovice-i j.)
- České Heřmanice (mezőváros, Ústí nad Orlicí-i j.)
- České Lhotice (község, Chrudimi j.)
- České Libchavy (község, Ústí nad Orlicí-i j.)
- České Meziříčí (község, Rychnov nad Kněžnou-i j.)
- České Petrovice (község, Ústí nad Orlicí-i j.)
- České Velenice (város, Jindřichův Hradec-i j.)
- Český Brod (város, Kolíni j.)
- Český Dub (város, Libereci j.)
- Český Jiřetín (község, Mosti j.)
- Český Krumlov (város, Český Krumlov-i j.)
- Český Rudolec (község, Jindřichův Hradec-i j.)
- Český Šternberk (mezőváros, Benešovi j.)
- Český Těšín (város, Karvinái j.)
- Češov (község, Jičíni j.)
- Čestice (község, Rychnov nad Kněžnou-i j.)
- Čestice (mezőváros, Strakonicei j.)
- Čestín (község, Kutná Hora-i j.)
- Čestlice (község, Kelet-prágai j.)
- Cetechovice (község, Kroměříži j.)
- Cetenov (község, Libereci j.)
- Cetkovice (község, Blanskói j.)
- Cetoraz (község, Pelhřimovi j.)
- Cetyně (község, Příbrami j.)
- Chabařovice (város, Ústí nad Labem-i j.)
- Chabeřice (község, Kutná Hora-i j.)
- Chaloupky (község, Berouni j.)
- Chanovice (község, Klatovyi j.)
- Chářovice (község, Benešovi j.)
- Charvatce (község, Mladá Boleslav-i j.)
- Charváty (község, Olomouci j.)
- Chbany (község, Chomutovi j.)
- Cheb (város, Chebi j.)
- Chelčice (község, Strakonicei j.)
- Cheznovice (község, Rokycanyi j.)
- Chlebičov (község, Opavai j.)
- Chleby (község, Benešovi j.)
- Chleby (község, Nymburki j.)
- Chleny (község, Rychnov nad Kněžnou-i j.)
- Chlístov (község, Benešovi j.)
- Chlístov (község, Rychnov nad Kněžnou-i j.)
- Chlístov (község, Třebíči j.)
- Chlistov (község, Klatovyi j.)
- Chlístovice (község, Kutná Hora-i j.)
- Chlum (község, Benešovi j.)
- Chlum (község, Česká Lípa-i j.)
- Chlum (község, Dél-plzeňi j.)
- Chlum (község, Rokycanyi j.)
- Chlum (község, Strakonicei j.)
- Chlum (község, Třebíči j.)
- Chlum Svaté Maří (község, Sokolovi j.)
- Chlum u Třeboně (mezőváros, Jindřichův Hradec-i j.)
- Chlumany (község, Prachaticei j.)
- Chlumčany (község, Dél-plzeňi j.)
- Chlumčany (község, Lounyi j.)
- Chlumec (község, Český Krumlov-i j.)
- Chlumec (város, Ústí nad Labem-i j.)
- Chlumec nad Cidlinou (város, Hradec Králové-i j.)
- Chlumek (község, Žďár nad Sázavou-i j.)
- Chlumětín (község, Žďár nad Sázavou-i j.)
- Chlumín (község, Mělníki j.)
- Chlum-Korouhvice (község, Žďár nad Sázavou-i j.)
- Chlumy (község, Dél-plzeňi j.)
- Chlustina (község, Berouni j.)
- Chmelík (község, Svitavyi j.)
- Chmelná (község, Benešovi j.)
- Chobot (község, Strakonicei j.)
- Choceň (város, Ústí nad Orlicí-i j.)
- Chocenice (község, Dél-plzeňi j.)
- Chocerady (község, Benešovi j.)
- Chocnějovice (község, Mladá Boleslav-i j.)
- Chocomyšl (község, Domažlicei j.)
- Chodouň (község, Berouni j.)
- Chodouny (község, Litoměřicei j.)
- Chodov (község, Domažlicei j.)
- Chodov (község, Karlovy Vary-i j.)
- Chodov (város, Sokolovi j.)
- Chodová Planá (mezőváros, Tachovi j.)
- Chodovlice (község, Litoměřicei j.)
- Chodská Lhota (község, Domažlicei j.)
- Chodský Újezd (község, Tachovi j.)
- Cholenice (község, Jičíni j.)
- Cholina (község, Olomouci j.)
- Choltice (mezőváros, Pardubicei j.)
- Chomle (község, Rokycanyi j.)
- Chomutice (község, Jičíni j.)
- Chomutov (város, Chomutovi j.)
- Chomýž (község, Kroměříži j.)
- Choratice (község, Benešovi j.)
- Chornice (község, Svitavyi j.)
- Chorušice (község, Mělníki j.)
- Choryně (község, Vsetíni j.)
- Choťánky (község, Nymburki j.)
- Chotěboř (város, Havlíčkův Brod-i j.)
- Chotěbudice (község, Třebíči j.)
- Chotěbuz (község, Karvinái j.)
- Choteč (község, Jičíni j.)
- Choteč (község, Pardubicei j.)
- Choteč (község, Nyugat-prágai j.)
- Chotěmice (község, Tábori j.)
- Chotěnov (község, Svitavyi j.)
- Chotěšice (község, Nymburki j.)
- Chotěšov (község, Dél-plzeňi j.)
- Chotěšov (község, Litoměřicei j.)
- Chotětov (mezőváros, Mladá Boleslav-i j.)
- Chotěvice (község, Trutnovi j.)
- Chotíkov (község, Észak-plzeňi j.)
- Chotilsko (község, Příbrami j.)
- Chotiměř (község, Litoměřicei j.)
- Chotiněves (község, Litoměřicei j.)
- Chotovice (község, Česká Lípa-i j.)
- Chotovice (község, Svitavyi j.)
- Choťovice (község, Kolíni j.)
- Chotoviny (község, Tábori j.)
- Chotusice (község, Kutná Hora-i j.)
- Chotutice (község, Kolíni j.)
- Chotýčany (község, České Budějovice-i j.)
- Chotýšany (község, Benešovi j.)
- Chotyně (község, Libereci j.)
- Choustník (község, Tábori j.)
- Choustníkovo Hradiště (község, Trutnovi j.)
- Chožov (község, Lounyi j.)
- Chraberce (község, Lounyi j.)
- Chrast (város, Chrudimi j.)
- Chrást (község, Plzeň városi j.)
- Chrást (község, Nymburki j.)
- Chrást (község, Příbrami j.)
- Chrášťany (község, Benešovi j.)
- Chrášťany (község, České Budějovice-i j.)
- Chrášťany (község, Kolíni j.)
- Chrášťany (község, Nyugat-prágai j.)
- Chrášťany (község, Rakovníki j.)
- Chrastava (város, Libereci j.)
- Chrastavec (község, Svitavyi j.)
- Chrastavice (község, Domažlicei j.)
- Chraštice (község, Příbrami j.)
- Chrášťovice (község, Strakonicei j.)
- Chrbonín (község, Tábori j.)
- Chřenovice (község, Havlíčkův Brod-i j.)
- Chřibská (város, Děčíni j.)
- Chříč (község, Észak-plzeňi j.)
- Chroboly (község, Prachaticei j.)
- Chromeč (község, Šumperki j.)
- Chropyně (város, Kroměříži j.)
- Chroustov (község, Nymburki j.)
- Chroustovice (mezőváros, Chrudimi j.)
- Chrtníč (község, Havlíčkův Brod-i j.)
- Chrtníky (község, Pardubicei j.)
- Chrudichromy (község, Blanskói j.)
- Chrudim (város, Chrudimi j.)
- Chrustenice (község, Berouni j.)
- Chržín (község, Kladnói j.)
- Chuchelná (község, Opavai j.)
- Chuchelna (község, Semilyi j.)
- Chudčice (község, Brno-vidéki j.)
- Chudenice (mezőváros, Klatovyi j.)
- Chudenín (község, Klatovyi j.)
- Chudeřice (község, Hradec Králové-i j.)
- Chuderov (község, Ústí nad Labem-i j.)
- Chudíř (község, Mladá Boleslav-i j.)
- Chudoslavice (község, Litoměřicei j.)
- Chvalatice (község, Znojmói j.)
- Chvalčov (község, Kroměříži j.)
- Chvaleč (község, Trutnovi j.)
- Chválenice (község, Plzeň városi j.)
- Chvaletice (város, Pardubicei j.)
- Chvalíkovice (község, Opavai j.)
- Chvalkovice (község, Náchodi j.)
- Chvalkovice (község, Vyškovi j.)
- Chvalnov-Lísky (község, Kroměříži j.)
- Chvalovice (község, Prachaticei j.)
- Chvalovice (község, Znojmói j.)
- Chvalšiny (község, Český Krumlov-i j.)
- Chvatěruby (község, Mělníki j.)
- Chvojenec (község, Pardubicei j.)
- Chyjice (község, Jičíni j.)
- Chyňava (község, Berouni j.)
- Chýně (község, Nyugat-prágai j.)
- Chýnice (község, Nyugat-prágai j.)
- Chýnov (város, Tábori j.)
- Chyše (város, Karlovy Vary-i j.)
- Chyšky (község, Píseki j.)
- Chyšná (község, Pelhřimovi j.)
- Chýšť (község, Pardubicei j.)
- Chýstovice (község, Pelhřimovi j.)
- Číčenice (község, Strakonicei j.)
- Čichalov (község, Karlovy Vary-i j.)
- Číchov (község, Třebíči j.)
- Číčovice (község, Nyugat-prágai j.)
- Cidlina (község, Třebíči j.)
- Číhalín (község, Třebíči j.)
- Číhaň (község, Klatovyi j.)
- Číhošť (község, Havlíčkův Brod-i j.)
- Cikháj (község, Žďár nad Sázavou-i j.)
- Čikov (község, Třebíči j.)
- Čilá (község, Rokycanyi j.)
- Čilec (község, Nymburki j.)
- Čím (község, Příbrami j.)
- Čimelice (község, Píseki j.)
- Číměř (község, Třebíči j.)
- Číměř (község, Jindřichův Hradec-i j.)
- Čímice (község, Klatovyi j.)
- Činěves (község, Nymburki j.)
- Církvice (község, Kolíni j.)
- Církvice (község, Kutná Hora-i j.)
- Císařov (község, Přerovi j.)
- Čisovice (község, Nyugat-prágai j.)
- Čistá (község, Mladá Boleslav-i j.)
- Čistá (község, Rakovníki j.)
- Čistá (község, Svitavyi j.)
- Čistá u Horek (község, Semilyi j.)
- Čistěves (község, Hradec Králové-i j.)
- Citice (község, Sokolovi j.)
- Cítoliby (mezőváros, Lounyi j.)
- Citonice (község, Znojmói j.)
- Cítov (község, Mělníki j.)
- Citov (község, Přerovi j.)
- Čižice (község, Dél-plzeňi j.)
- Čížkov (község, Dél-plzeňi j.)
- Čížkov (község, Pelhřimovi j.)
- Čížkovice (község, Litoměřicei j.)
- Čížkrajice (község, České Budějovice-i j.)
- Cizkrajov (község, Jindřichův Hradec-i j.)
- Čížov (község, Jihlavai j.)
- Čížová (község, Píseki j.)
- Čkyně (község, Prachaticei j.)
- Člunek (község, Jindřichův Hradec-i j.)
- Čmelíny (község, Dél-plzeňi j.)
- Cotkytle (község, Ústí nad Orlicí-i j.)
- Crhov (község, Blanskói j.)
- Ctětín (község, Chrudimi j.)
- Ctiboř (község, Benešovi j.)
- Ctiboř (község, Tachovi j.)
- Ctidružice (község, Znojmói j.)
- Ctiměřice (község, Mladá Boleslav-i j.)
- Ctiněves (község, Litoměřicei j.)
- Čtveřín (község, Libereci j.)
- Čtyřkoly (község, Benešovi j.)
- Čučice (község, Brno-vidéki j.)
- Cvikov (város, Česká Lípa-i j.)
- Cvrčovice (község, Brno-vidéki j.)
- Cvrčovice (község, Kladnói j.)

## D
- Dačice (város, Jindřichův Hradec-i j.)
- Dalečín (község, Žďár nad Sázavou-i j.)
- Daleké Dušníky (község, Příbrami j.)
- Dalešice (község, Jablonec nad Nisou-i j.)
- Dalešice (mezőváros, Třebíči j.)
- Dalovice (község, Karlovy Vary-i j.)
- Dalovice (község, Mladá Boleslav-i j.)
- Dambořice (község, Hodoníni j.)
- Damnice (község, Znojmói j.)
- Damníkov (község, Ústí nad Orlicí-i j.)
- Daňkovice (község, Žďár nad Sázavou-i j.)
- Darkovice (község, Opavai j.)
- Dašice (város, Pardubicei j.)
- Daskabát (község, Olomouci j.)
- Dasnice (község, Sokolovi j.)
- Dasný (község, České Budějovice-i j.)
- Davle (mezőváros, Nyugat-prágai j.)
- Deblín (mezőváros, Brno-vidéki j.)
- Děčany (község, Litoměřicei j.)
- Děčín (város, Děčíni j.)
- Dědice (község, Třebíči j.)
- Dědová (község, Chrudimi j.)
- Dehtáře (község, Pelhřimovi j.)
- Děhylov (község, Opavai j.)
- Děkanovice (község, Benešovi j.)
- Děkov (község, Rakovníki j.)
- Děpoltovice (község, Karlovy Vary-i j.)
- Dešenice (mezőváros, Klatovyi j.)
- Desná (város, Jablonec nad Nisou-i j.)
- Dešná (község, Jindřichův Hradec-i j.)
- Desná (község, Svitavyi j.)
- Dešná (község, Zlíni j.)
- Dešov (község, Třebíči j.)
- Deštná (község, Blanskói j.)
- Deštná (város, Jindřichův Hradec-i j.)
- Deštné v Orlických horách (község, Rychnov nad Kněžnou-i j.)
- Deštnice (község, Lounyi j.)
- Dětenice (község, Jičíni j.)
- Dětkovice (község, Prostějovi j.)
- Dětkovice (község, Vyškovi j.)
- Dětmarovice (község, Karvinái j.)
- Dětřichov (község, Libereci j.)
- Dětřichov (község, Svitavyi j.)
- Dětřichov nad Bystřicí (község, Bruntáli j.)
- Dětřichov u Moravské Třebové (község, Svitavyi j.)
- Dílce (község, Jičíni j.)
- Díly (község, Domažlicei j.)
- Dírná (község, Tábori j.)
- Diváky (község, Břeclavi j.)
- Dívčí Hrad (község, Bruntáli j.)
- Dívčí Kopy (község, Jindřichův Hradec-i j.)
- Dívčice (község, České Budějovice-i j.)
- Divec (község, Hradec Králové-i j.)
- Divišov (mezőváros, Benešovi j.)
- Dlažkovice (község, Litoměřicei j.)
- Dlažov (község, Klatovyi j.)
- Dlouhá Brtnice (község, Jihlavai j.)
- Dlouhá Lhota (község, Blanskói j.)
- Dlouhá Lhota (község, Mladá Boleslav-i j.)
- Dlouhá Lhota (község, Příbrami j.)
- Dlouhá Lhota (község, Tábori j.)
- Dlouhá Loučka (község, Olomouci j.)
- Dlouhá Loučka (község, Svitavyi j.)
- Dlouhá Stráň (község, Bruntáli j.)
- Dlouhá Třebová (község, Ústí nad Orlicí-i j.)
- Dlouhá Ves (község, Havlíčkův Brod-i j.)
- Dlouhá Ves (község, Klatovyi j.)
- Dlouhé (község, Žďár nad Sázavou-i j.)
- Dlouhomilov (község, Šumperki j.)
- Dlouhoňovice (község, Ústí nad Orlicí-i j.)
- Dlouhopolsko (község, Nymburki j.)
- Dlouhý Most (község, Libereci j.)
- Dlouhý Újezd (község, Tachovi j.)
- Dnešice (község, Dél-plzeňi j.)
- Dobelice (község, Znojmói j.)
- Dobev (község, Píseki j.)
- Dobkovice (község, Děčíni j.)
- Dobrá (község, Frýdek-místeki j.)
- Dobrá Voda (község, Pelhřimovi j.)
- Dobrá Voda (község, Žďár nad Sázavou-i j.)
- Dobrá Voda u Českých Budějovic (község, České Budějovice-i j.)
- Dobrá Voda u Hořic (község, Jičíni j.)
- Dobrá Voda u Pacova (község, Pelhřimovi j.)
- Dobřany (város, Dél-plzeňi j.)
- Dobřany (község, Rychnov nad Kněžnou-i j.)
- Dobratice (község, Frýdek-místeki j.)
- Dobrčice (község, Přerovi j.)
- Dobré Pole (község, Břeclavi j.)
- Dobré (község, Rychnov nad Kněžnou-i j.)
- Dobřejovice (község, Kelet-prágai j.)
- Dobřeň (község, Mělníki j.)
- Dobřenice (község, Hradec Králové-i j.)
- Dobříč (község, Észak-plzeňi j.)
- Dobříč (község, Nyugat-prágai j.)
- Dobřichov (község, Kolíni j.)
- Dobřichovice (város, Nyugat-prágai j.)
- Dobříkov (község, Ústí nad Orlicí-i j.)
- Dobříň (község, Litoměřicei j.)
- Dobřínsko (község, Znojmói j.)
- Dobříš (város, Příbrami j.)
- Dobřív (község, Rokycanyi j.)
- Dobrkovice (község, Zlíni j.)
- Dobrná (község, Děčíni j.)
- Dobrochov (község, Prostějovi j.)
- Dobročkovice (község, Vyškovi j.)
- Dobročovice (község, Kelet-prágai j.)
- Dobrohošť (község, Jindřichův Hradec-i j.)
- Dobroměřice (község, Lounyi j.)
- Dobromilice (község, Prostějovi j.)
- Dobronice u Bechyně (község, Tábori j.)
- Dobronín (község, Jihlavai j.)
- Dobroslavice (község, Opavai j.)
- Dobroutov (község, Jihlavai j.)
- Dobrovice (város, Mladá Boleslav-i j.)
- Dobrovítov (község, Kutná Hora-i j.)
- Dobrovíz (község, Nyugat-prágai j.)
- Dobršín (község, Klatovyi j.)
- Dobruška (város, Rychnov nad Kněžnou-i j.)
- Dobšice (község, České Budějovice-i j.)
- Dobšice (község, Nymburki j.)
- Dobšice (község, Znojmói j.)
- Dobšín (község, Mladá Boleslav-i j.)
- Dohalice (község, Hradec Králové-i j.)
- Doksany (község, Litoměřicei j.)
- Doksy (város, Česká Lípa-i j.)
- Doksy (község, Kladnói j.)
- Dolánky nad Ohří (község, Litoměřicei j.)
- Dolany (község, Észak-plzeňi j.)
- Dolany (község, Kladnói j.)
- Dolany (község, Klatovyi j.)
- Dolany (község, Náchodi j.)
- Dolany (község, Olomouci j.)
- Dolany (község, Pardubicei j.)
- Dolany nad Vltavou (község, Mělníki j.)
- Dolce (község, Dél-plzeňi j.)
- Dolenice (község, Znojmói j.)
- Dolní Bečva (község, Vsetíni j.)
- Dolní Bělá (község, Észak-plzeňi j.)
- Dolní Benešov (város, Opavai j.)
- Dolní Beřkovice (község, Mělníki j.)
- Dolní Bezděkov (község, Chrudimi j.)
- Dolní Bojanovice (község, Hodoníni j.)
- Dolní Bousov (város, Mladá Boleslav-i j.)
- Dolní Branná (község, Trutnovi j.)
- Dolní Břežany (község, Nyugat-prágai j.)
- Dolní Brusnice (község, Trutnovi j.)
- Dolní Bukovsko (mezőváros, České Budějovice-i j.)
- Dolní Cerekev (mezőváros, Jihlavai j.)
- Dolní Čermná (mezőváros, Ústí nad Orlicí-i j.)
- Dolní Chvatliny (község, Kolíni j.)
- Dolní Dobrouč (község, Ústí nad Orlicí-i j.)
- Dolní Domaslavice (község, Frýdek-místeki j.)
- Dolní Dubňany (község, Znojmói j.)
- Dolní Dunajovice (község, Břeclavi j.)
- Dolní Dvořiště (község, Český Krumlov-i j.)
- Dolní Dvůr (község, Trutnovi j.)
- Dolní Habartice (község, Děčíni j.)
- Dolní Hbity (község, Příbrami j.)
- Dolní Heřmanice (község, Žďár nad Sázavou-i j.)
- Dolní Hořice (község, Tábori j.)
- Dolní Hrachovice (község, Tábori j.)
- Dolní Hradiště (község, Észak-plzeňi j.)
- Dolní Kalná (község, Trutnovi j.)
- Dolní Kounice (város, Brno-vidéki j.)
- Dolní Kralovice (község, Benešovi j.)
- Dolní Krupá (község, Havlíčkův Brod-i j.)
- Dolní Krupá (község, Mladá Boleslav-i j.)
- Dolní Lánov (község, Trutnovi j.)
- Dolní Lažany (község, Třebíči j.)
- Dolní Lhota (község, Ostrava városi j.)
- Dolní Lhota (község, Zlíni j.)
- Dolní Libochová (község, Žďár nad Sázavou-i j.)
- Dolní Lochov (község, Jičíni j.)
- Dolní Lomná (község, Frýdek-místeki j.)
- Dolní Loučky (község, Brno-vidéki j.)
- Dolní Lukavice (község, Dél-plzeňi j.)
- Dolní Lutyně (község, Karvinái j.)
- Dolní Město (község, Havlíčkův Brod-i j.)
- Dolní Morava (község, Ústí nad Orlicí-i j.)
- Dolní Moravice (község, Bruntáli j.)
- Dolní Němčí (község, Uherské Hradiště-i j.)
- Dolní Nětčice (község, Přerovi j.)
- Dolní Nivy (község, Sokolovi j.)
- Dolní Novosedly (község, Píseki j.)
- Dolní Olešnice (község, Trutnovi j.)
- Dolní Pěna (község, Jindřichův Hradec-i j.)
- Dolní Podluží (község, Děčíni j.)
- Dolní Pohleď (község, Kutná Hora-i j.)
- Dolní Poustevna (város, Děčíni j.)
- Dolní Přím (község, Hradec Králové-i j.)
- Dolní Radechová (község, Náchodi j.)
- Dolní Řasnice (község, Libereci j.)
- Dolní Ředice (község, Pardubicei j.)
- Dolní Roveň (község, Pardubicei j.)
- Dolní Rožínka (község, Žďár nad Sázavou-i j.)
- Dolní Rychnov (község, Sokolovi j.)
- Dolní Slivno (község, Mladá Boleslav-i j.)
- Dolní Sokolovec (község, Havlíčkův Brod-i j.)
- Dolní Stakory (község, Mladá Boleslav-i j.)
- Dolní Studénky (község, Šumperki j.)
- Dolní Těšice (község, Přerovi j.)
- Dolní Tošanovice (község, Frýdek-místeki j.)
- Dolní Třebonín (község, Český Krumlov-i j.)
- Dolní Újezd (község, Přerovi j.)
- Dolní Újezd (község, Svitavyi j.)
- Dolní Věstonice (község, Břeclavi j.)
- Dolní Vilémovice (község, Třebíči j.)
- Dolní Vilímeč (község, Jihlavai j.)
- Dolní Zálezly (község, Ústí nad Labem-i j.)
- Dolní Žandov (község, Chebi j.)
- Dolní Žďár (község, Jindřichův Hradec-i j.)
- Dolní Zimoř (község, Mělníki j.)
- Dolní Životice (község, Opavai j.)
- Doloplazy (község, Olomouci j.)
- Doloplazy (község, Prostějovi j.)
- Domamil (község, Třebíči j.)
- Domanín (község, Hodoníni j.)
- Domanín (község, Jindřichův Hradec-i j.)
- Dománovice (község, Kolíni j.)
- Domašín (község, Chomutovi j.)
- Domašov nad Bystřicí (község, Olomouci j.)
- Domašov u Šternberka (község, Olomouci j.)
- Domašov (község, Brno-vidéki j.)
- Domaželice (község, Přerovi j.)
- Domažlice (város, Domažlicei j.)
- Domoraz (község, Klatovyi j.)
- Domoušice (község, Lounyi j.)
- Domousnice (község, Mladá Boleslav-i j.)
- Doňov (község, Jindřichův Hradec-i j.)
- Doubek (község, Kelet-prágai j.)
- Doubice (község, Děčíni j.)
- Doubrava (község, Karvinái j.)
- Doubravčice (község, Kolíni j.)
- Doubravice (község, České Budějovice-i j.)
- Doubravice (község, Strakonicei j.)
- Doubravice (község, Trutnovi j.)
- Doubravice nad Svitavou (mezőváros, Blanskói j.)
- Doubravička (község, Mladá Boleslav-i j.)
- Doubravník (mezőváros, Brno-vidéki j.)
- Doubravy (község, Zlíni j.)
- Doudleby nad Orlicí (mezőváros, Rychnov nad Kněžnou-i j.)
- Doudleby (község, České Budějovice-i j.)
- Doupě (község, Jihlavai j.)
- Doupovské Hradiště (község, Karlovy Vary-i j.)
- Drachkov (község, Strakonicei j.)
- Dráchov (község, Tábori j.)
- Drahanovice (község, Olomouci j.)
- Drahany (mezőváros, Prostějovi j.)
- Drahelčice (község, Nyugat-prágai j.)
- Drahenice (község, Příbrami j.)
- Drahkov (község, Dél-plzeňi j.)
- Drahlín (község, Příbrami j.)
- Drahňovice (község, Benešovi j.)
- Drahobudice (község, Kolíni j.)
- Drahobuz (község, Litoměřicei j.)
- Drahonice (község, Strakonicei j.)
- Drahonín (község, Brno-vidéki j.)
- Drahoňův Újezd (község, Rokycanyi j.)
- Drahotěšice (község, České Budějovice-i j.)
- Drahotín (község, Domažlicei j.)
- Drahouš (község, Rakovníki j.)
- Drahov (község, Tábori j.)
- Drásov (mezőváros, Brno-vidéki j.)
- Drásov (község, Příbrami j.)
- Dražeň (község, Észak-plzeňi j.)
- Draženov (község, Domažlicei j.)
- Dražíč (község, České Budějovice-i j.)
- Dražice (község, Tábori j.)
- Dražičky (község, Tábori j.)
- Drážov (község, Strakonicei j.)
- Dražovice (község, Klatovyi j.)
- Dražovice (község, Vyškovi j.)
- Dražůvky (község, Hodoníni j.)
- Dřenice (község, Chrudimi j.)
- Dřešín (község, Strakonicei j.)
- Dřetovice (község, Kladnói j.)
- Dřevčice (község, Kelet-prágai j.)
- Dřevěnice (község, Jičíni j.)
- Drevníky (község, Příbrami j.)
- Dřevnovice (község, Prostějovi j.)
- Dřevohostice (mezőváros, Přerovi j.)
- Drhovice (község, Tábori j.)
- Drhovle (község, Píseki j.)
- Drhovy (község, Příbrami j.)
- Dřínov (község, Kladnói j.)
- Dřínov (község, Kroměříži j.)
- Dřínov (község, Mělníki j.)
- Dřísy (község, Kelet-prágai j.)
- Dříteč (község, Pardubicei j.)
- Dříteň (község, České Budějovice-i j.)
- Drmoul (község, Chebi j.)
- Drnek (község, Kladnói j.)
- Drnholec (mezőváros, Břeclavi j.)
- Drnovice (község, Blanskói j.)
- Drnovice (község, Vyškovi j.)
- Drnovice (község, Zlíni j.)
- Drobovice (község, Kutná Hora-i j.)
- Droužetice (község, Strakonicei j.)
- Droužkovice (község, Chomutovi j.)
- Drozdov (község, Berouni j.)
- Drozdov (község, Šumperki j.)
- Drslavice (község, Prachaticei j.)
- Drslavice (község, Uherské Hradiště-i j.)
- Druhanov (község, Havlíčkův Brod-i j.)
- Drunče (község, Jindřichův Hradec-i j.)
- Družec (község, Kladnói j.)
- Druztová (község, Észak-plzeňi j.)
- Drysice (község, Vyškovi j.)
- Držkov (község, Jablonec nad Nisou-i j.)
- Držková (község, Zlíni j.)
- Držovice (község, Prostějovi j.)
- Dub (mezőváros, Prachaticei j.)
- Dub nad Moravou (mezőváros, Olomouci j.)
- Dubá (város, Česká Lípa-i j.)
- Dubany (község, Pardubicei j.)
- Dubčany (község, Olomouci j.)
- Dubenec (község, Příbrami j.)
- Dubenec (község, Trutnovi j.)
- Dubí (város, Teplicei j.)
- Dubicko (község, Šumperki j.)
- Dubičné (község, České Budějovice-i j.)
- Dublovice (község, Příbrami j.)
- Dubňany (város, Hodoníni j.)
- Dubné (község, České Budějovice-i j.)
- Dubnice (község, Česká Lípa-i j.)
- Dubno (község, Příbrami j.)
- Dubovice (község, Pelhřimovi j.)
- Duchcov (város, Teplicei j.)
- Dudín (község, Jihlavai j.)
- Dukovany (község, Třebíči j.)
- Důl (község, Pelhřimovi j.)
- Dunajovice (község, Jindřichův Hradec-i j.)
- Dunice (község, Benešovi j.)
- Dušejov (község, Jihlavai j.)
- Dušníky (község, Litoměřicei j.)
- Dvakačovice (község, Chrudimi j.)
- Dvorce (község, Bruntáli j.)
- Dvorce (község, Jihlavai j.)
- Dvory (község, Nymburki j.)
- Dvory (község, Prachaticei j.)
- Dvory nad Lužnicí (község, Jindřichův Hradec-i j.)
- Dvůr Králové nad Labem (város, Trutnovi j.)
- Dyjákovice (község, Znojmói j.)
- Dyjákovičky (község, Znojmói j.)
- Dyje (község, Znojmói j.)
- Dyjice (község, Jihlavai j.)
- Dymokury (község, Nymburki j.)
- Dynín (község, České Budějovice-i j.)
- Dýšina (község, Plzeň városi j.)
- Džbánice (község, Znojmói j.)
- Džbánov (község, Ústí nad Orlicí-i j.)
- Dzbel (község, Prostějovi j.)

## E
- Ejpovice (község, Rokycanyi j.)
- Erpužice (község, Tachovi j.)
- Eš (község, Pelhřimovi j.)
- Evaň (község, Litoměřicei j.)

## F
- Felbabka (község, Berouni j.)
- Frahelž (község, Jindřichův Hradec-i j.)
- Francova Lhota (község, Vsetíni j.)
- Františkov nad Ploučnicí (község, Děčíni j.)
- Františkovy Lázně (város, Chebi j.)
- Frenštát pod Radhoštěm (város, Nový Jičín-i j.)
- Fryčovice (község, Frýdek-místeki j.)
- Frýdek-Místek (város, Frýdek-místeki j.)
- Frýdlant (város, Libereci j.)
- Frýdlant nad Ostravicí (város, Frýdek-místeki j.)
- Frýdštejn (község, Jablonec nad Nisou-i j.)
- Frymburk (mezőváros, Český Krumlov-i j.)
- Frymburk (község, Klatovyi j.)
- Fryšava pod Žákovou horou (község, Žďár nad Sázavou-i j.)
- Fryšták (város, Zlíni j.)
- Fulnek (város, Nový Jičín-i j.)

## G
- Golčův Jeníkov (város, Havlíčkův Brod-i j.)
- Grešlové Mýto (község, Znojmói j.)
- Gruna (község, Svitavyi j.)
- Grunta (község, Kolíni j.)
- Grygov (község, Olomouci j.)
- Grymov (község, Přerovi j.)

## H
- Habartice (község, Libereci j.)
- Habartov (város, Sokolovi j.)
- Habří (község, České Budějovice-i j.)
- Habřina (község, Hradec Králové-i j.)
- Habrovany (község, Ústí nad Labem-i j.)
- Habrovany (község, Vyškovi j.)
- Habrůvka (község, Blanskói j.)
- Habry (város, Havlíčkův Brod-i j.)
- Hačky (község, Prostějovi j.)
- Hadravova Rosička (község, Jindřichův Hradec-i j.)
- Háj u Duchcova (község, Teplicei j.)
- Háj ve Slezsku (község, Opavai j.)
- Hajany (község, Brno-vidéki j.)
- Hajany (község, Strakonicei j.)
- Háje (község, Příbrami j.)
- Háje nad Jizerou (község, Semilyi j.)
- Hájek (község, Karlovy Vary-i j.)
- Hájek (község, Strakonicei j.)
- Hajnice (község, Trutnovi j.)
- Halámky (község, Jindřichův Hradec-i j.)
- Halenkov (község, Vsetíni j.)
- Halenkovice (község, Zlíni j.)
- Haluzice (község, Zlíni j.)
- Halže (község, Tachovi j.)
- Hamr (község, Jindřichův Hradec-i j.)
- Hamr na Jezeře (község, Česká Lípa-i j.)
- Hamry (község, Chrudimi j.)
- Hamry (község, Klatovyi j.)
- Hamry nad Sázavou (község, Žďár nad Sázavou-i j.)
- Haňovice (község, Olomouci j.)
- Hanušovice (város, Šumperki j.)
- Harrachov (város, Semilyi j.)
- Hartinkov (község, Svitavyi j.)
- Hartmanice (község, České Budějovice-i j.)
- Hartmanice (város, Klatovyi j.)
- Hartmanice (község, Svitavyi j.)
- Hartvíkovice (község, Třebíči j.)
- Haškovcova Lhota (község, Tábori j.)
- Hať (község, Opavai j.)
- Hatín (község, Jindřichův Hradec-i j.)
- Havířov (város, Karvinái j.)
- Havlíčkova Borová (mezőváros, Havlíčkův Brod-i j.)
- Havlíčkův Brod (város, Havlíčkův Brod-i j.)
- Havlovice (község, Trutnovi j.)
- Havraň (község, Mosti j.)
- Havraníky (község, Znojmói j.)
- Hazlov (község, Chebi j.)
- Hejná (község, Klatovyi j.)
- Hejnice (város, Libereci j.)
- Hejnice (község, Ústí nad Orlicí-i j.)
- Hejtmánkovice (község, Náchodi j.)
- Helvíkovice (község, Ústí nad Orlicí-i j.)
- Herálec (község, Havlíčkův Brod-i j.)
- Herálec (község, Žďár nad Sázavou-i j.)
- Heraltice (mezőváros, Třebíči j.)
- Herink (község, Kelet-prágai j.)
- Heřmaň (község, České Budějovice-i j.)
- Heřmaň (község, Píseki j.)
- Heřmaneč (község, Jindřichův Hradec-i j.)
- Heřmanice (község, Havlíčkův Brod-i j.)
- Heřmanice (község, Libereci j.)
- Heřmanice (község, Náchodi j.)
- Heřmanice u Oder (község, Nový Jičín-i j.)
- Heřmaničky (község, Benešovi j.)
- Heřmánkovice (község, Náchodi j.)
- Heřmánky (község, Nový Jičín-i j.)
- Heřmanov (község, Děčíni j.)
- Heřmanov (község, Žďár nad Sázavou-i j.)
- Heřmanova Huť (község, Észak-plzeňi j.)
- Heřmanovice (község, Bruntáli j.)
- Heřmanův Městec (város, Chrudimi j.)
- Heroltice (község, Brno-vidéki j.)
- Heršpice (község, Vyškovi j.)
- Hevlín (község, Znojmói j.)
- Hladké Životice (község, Nový Jičín-i j.)
- Hladov (község, Jihlavai j.)
- Hlasivo (község, Tábori j.)
- Hlásná Třebaň (község, Berouni j.)
- Hlásnice (község, Olomouci j.)
- Hlavatce (község, České Budějovice-i j.)
- Hlavatce (község, Tábori j.)
- Hlavečník (község, Pardubicei j.)
- Hlavenec (község, Kelet-prágai j.)
- Hlavice (község, Libereci j.)
- Hlavnice (község, Opavai j.)
- Hlavňovice (község, Klatovyi j.)
- Hlína (község, Brno-vidéki j.)
- Hlince (község, Észak-plzeňi j.)
- Hlincová Hora (község, České Budějovice-i j.)
- Hlinka (község, Bruntáli j.)
- Hlinná (község, Litoměřicei j.)
- Hlinsko (város, Chrudimi j.)
- Hlinsko (község, Přerovi j.)
- Hlízov (község, Kutná Hora-i j.)
- Hlohová (község, Domažlicei j.)
- Hlohovčice (község, Domažlicei j.)
- Hlohovec (község, Břeclavi j.)
- Hlohovice (község, Rokycanyi j.)
- Hlubočany (község, Vyškovi j.)
- Hlubočec (község, Opavai j.)
- Hlubočky (község, Olomouci j.)
- Hluboká (község, Chrudimi j.)
- Hluboká nad Vltavou (város, České Budějovice-i j.)
- Hluboké (község, Třebíči j.)
- Hluboké Dvory (község, Brno-vidéki j.)
- Hluboké Mašůvky (község, Znojmói j.)
- Hluboš (község, Příbrami j.)
- Hlubyně (község, Příbrami j.)
- Hluchov (község, Prostějovi j.)
- Hlučín (város, Opavai j.)
- Hluk (város, Uherské Hradiště-i j.)
- Hlupín (község, Strakonicei j.)
- Hlušice (község, Hradec Králové-i j.)
- Hlušovice (község, Olomouci j.)
- Hnačov (község, Klatovyi j.)
- Hnanice (község, Znojmói j.)
- Hnátnice (község, Ústí nad Orlicí-i j.)
- Hněvčeves (község, Hradec Králové-i j.)
- Hněvkovice (község, Havlíčkův Brod-i j.)
- Hněvnice (község, Észak-plzeňi j.)
- Hněvošice (község, Opavai j.)
- Hněvotín (község, Olomouci j.)
- Hnojice (község, Olomouci j.)
- Hnojník (község, Frýdek-místeki j.)
- Hobšovice (község, Kladnói j.)
- Hodějice (község, Vyškovi j.)
- Hodětín (község, Tábori j.)
- Hodice (község, Jihlavai j.)
- Hodíškov (község, Žďár nad Sázavou-i j.)
- Hodkovice nad Mohelkou (város, Libereci j.)
- Hodonice (község, Tábori j.)
- Hodonice (község, Znojmói j.)
- Hodonín (község, Blanskói j.)
- Hodonín (község, Chrudimi j.)
- Hodonín (város, Hodoníni j.)
- Hodov (község, Třebíči j.)
- Hodslavice (község, Nový Jičín-i j.)
- Hojanovice (község, Pelhřimovi j.)
- Hojkov (község, Jihlavai j.)
- Hojovice (község, Pelhřimovi j.)
- Holany (mezőváros, Česká Lípa-i j.)
- Holasice (község, Brno-vidéki j.)
- Holasovice (község, Opavai j.)
- Holčovice (község, Bruntáli j.)
- Holedeč (község, Lounyi j.)
- Holenice (község, Semilyi j.)
- Holešov (város, Kroměříži j.)
- Holetín (község, Chrudimi j.)
- Holice (város, Pardubicei j.)
- Holín (község, Jičíni j.)
- Holohlavy (község, Hradec Králové-i j.)
- Holotín (község, Pardubicei j.)
- Holoubkov (község, Rokycanyi j.)
- Holovousy (község, Észak-plzeňi j.)
- Holovousy (község, Jičíni j.)
- Holštejn (község, Blanskói j.)
- Holubice (község, Nyugat-prágai j.)
- Holubice (község, Vyškovi j.)
- Holubov (község, Český Krumlov-i j.)
- Holýšov (város, Domažlicei j.)
- Homole (község, České Budějovice-i j.)
- Homole u Panny (község, Ústí nad Labem-i j.)
- Honbice (község, Chrudimi j.)
- Honětice (község, Kroměříži j.)
- Honezovice (község, Dél-plzeňi j.)
- Hora Svaté Kateřiny (város, Mosti j.)
- Hora Svatého Šebestiána (község, Chomutovi j.)
- Hora Svatého Václava (község, Domažlicei j.)
- Hořany (község, Nymburki j.)
- Hořátev (község, Nymburki j.)
- Horažďovice (város, Klatovyi j.)
- Horčápsko (község, Příbrami j.)
- Hořenice (község, Náchodi j.)
- Hořepník (község, Pelhřimovi j.)
- Hořesedly (község, Rakovníki j.)
- Hořešovice (község, Kladnói j.)
- Hořešovičky (község, Kladnói j.)
- Hořice (város, Jičíni j.)
- Hořice (község, Pelhřimovi j.)
- Hořice na Šumavě (mezőváros, Český Krumlov-i j.)
- Hořičky (község, Náchodi j.)
- Hořín (község, Mělníki j.)
- Hořiněves (község, Hradec Králové-i j.)
- Horka (község, Chrudimi j.)
- Horka I (község, Kutná Hora-i j.)
- Horka II (község, Kutná Hora-i j.)
- Horka nad Moravou (község, Olomouci j.)
- Horka u Staré Paky (község, Semilyi j.)
- Horky (község, Kutná Hora-i j.)
- Horky (község, Svitavyi j.)
- Horky nad Jizerou (község, Mladá Boleslav-i j.)
- Horní Bečva (község, Vsetíni j.)
- Horní Bělá (község, Észak-plzeňi j.)
- Horní Benešov (város, Bruntáli j.)
- Horní Beřkovice (község, Litoměřicei j.)
- Horní Bezděkov (község, Kladnói j.)
- Horní Blatná (város, Karlovy Vary-i j.)
- Horní Bludovice (község, Karvinái j.)
- Horní Bojanovice (község, Břeclavi j.)
- Horní Bradlo (község, Chrudimi j.)
- Horní Branná (község, Semilyi j.)
- Horní Břečkov (község, Znojmói j.)
- Horní Bříza (város, Észak-plzeňi j.)
- Horní Brusnice (község, Trutnovi j.)
- Horní Bukovina (község, Mladá Boleslav-i j.)
- Horní Cerekev (város, Pelhřimovi j.)
- Horní Čermná (község, Ústí nad Orlicí-i j.)
- Horní Domaslavice (község, Frýdek-místeki j.)
- Horní Dubenky (község, Jihlavai j.)
- Horní Dubňany (község, Znojmói j.)
- Horní Dunajovice (község, Znojmói j.)
- Horní Dvořiště (község, Český Krumlov-i j.)
- Horní Habartice (község, Děčíni j.)
- Horní Heřmanice (község, Třebíči j.)
- Horní Heřmanice (község, Ústí nad Orlicí-i j.)
- Horní Jelení (város, Pardubicei j.)
- Horní Jiřetín (város, Mosti j.)
- Horní Kalná (község, Trutnovi j.)
- Horní Kamenice (község, Domažlicei j.)
- Horní Kněžeklady (község, České Budějovice-i j.)
- Horní Kounice (község, Znojmói j.)
- Horní Kozolupy (község, Tachovi j.)
- Horní Krupá (község, Havlíčkův Brod-i j.)
- Horní Kruty (község, Kolíni j.)
- Horní Lapač (község, Kroměříži j.)
- Horní Lhota (község, Ostrava városi j.)
- Horní Lhota (község, Zlíni j.)
- Horní Libchava (község, Česká Lípa-i j.)
- Horní Libochová (község, Žďár nad Sázavou-i j.)
- Horní Lideč (község, Vsetíni j.)
- Horní Loděnice (község, Olomouci j.)
- Horní Lomná (község, Frýdek-místeki j.)
- Horní Loučky (község, Brno-vidéki j.)
- Horní Lukavice (község, Dél-plzeňi j.)
- Horní Maršov (község, Trutnovi j.)
- Horní Město (község, Bruntáli j.)
- Horní Meziříčko (község, Jindřichův Hradec-i j.)
- Horní Moštěnice (község, Přerovi j.)
- Horní Myslová (község, Jihlavai j.)
- Horní Němčí (község, Uherské Hradiště-i j.)
- Horní Němčice (község, Jindřichův Hradec-i j.)
- Horní Nětčice (község, Přerovi j.)
- Horní Olešnice (község, Trutnovi j.)
- Horní Paseka (község, Havlíčkův Brod-i j.)
- Horní Pěna (község, Jindřichův Hradec-i j.)
- Horní Planá (város, Český Krumlov-i j.)
- Horní Počaply (község, Mělníki j.)
- Horní Podluží (község, Děčíni j.)
- Horní Police (község, Česká Lípa-i j.)
- Horní Poříčí (község, Blanskói j.)
- Horní Poříčí (község, Strakonicei j.)
- Horní Radechová (község, Náchodi j.)
- Horní Radouň (község, Jindřichův Hradec-i j.)
- Horní Radslavice (község, Žďár nad Sázavou-i j.)
- Horní Rápotice (község, Pelhřimovi j.)
- Horní Řasnice (község, Libereci j.)
- Horní Ředice (község, Pardubicei j.)
- Horní Řepčice (község, Litoměřicei j.)
- Horní Rožínka (község, Žďár nad Sázavou-i j.)
- Horní Skrýchov (község, Jindřichův Hradec-i j.)
- Horní Slatina (község, Jindřichův Hradec-i j.)
- Horní Slavkov (város, Sokolovi j.)
- Horní Slivno (község, Mladá Boleslav-i j.)
- Horní Smrčné (község, Třebíči j.)
- Horní Smržov (község, Blanskói j.)
- Horní Štěpánov (község, Prostějovi j.)
- Horní Stropnice (község, České Budějovice-i j.)
- Horní Studénky (község, Šumperki j.)
- Horní Suchá (község, Karvinái j.)
- Horní Těšice (község, Přerovi j.)
- Horní Tošanovice (község, Frýdek-místeki j.)
- Horní Třešňovec (község, Ústí nad Orlicí-i j.)
- Horní Újezd (község, Přerovi j.)
- Horní Újezd (község, Svitavyi j.)
- Horní Újezd (község, Třebíči j.)
- Horní Ves (község, Pelhřimovi j.)
- Horní Věstonice (község, Břeclavi j.)
- Horní Vilémovice (község, Třebíči j.)
- Horní Vltavice (község, Prachaticei j.)
- Horní Životice (község, Bruntáli j.)
- Hornice (község, Třebíči j.)
- Hornosín (község, Strakonicei j.)
- Horoměřice (község, Nyugat-prágai j.)
- Horosedly (község, Píseki j.)
- Horoušany (község, Kelet-prágai j.)
- Hořovice (város, Berouni j.)
- Hořovičky (község, Rakovníki j.)
- Horšice (község, Dél-plzeňi j.)
- Horská Kvilda (község, Klatovyi j.)
- Horšovský Týn (város, Domažlicei j.)
- Horušice (község, Kutná Hora-i j.)
- Hory (község, Karlovy Vary-i j.)
- Hosín (község, České Budějovice-i j.)
- Hoslovice (község, Strakonicei j.)
- Hospozín (község, Kladnói j.)
- Hospříz (község, Jindřichův Hradec-i j.)
- Hošťálková (község, Vsetíni j.)
- Hošťálkovy (község, Bruntáli j.)
- Hošťalovice (község, Chrudimi j.)
- Hostašovice (község, Nový Jičín-i j.)
- Hoštejn (község, Šumperki j.)
- Hostějov (község, Uherské Hradiště-i j.)
- Hostěnice (község, Brno-vidéki j.)
- Hostěradice (község, Znojmói j.)
- Hostěrádky-Rešov (község, Vyškovi j.)
- Hostětice (község, Jihlavai j.)
- Hostětín (község, Uherské Hradiště-i j.)
- Hoštice (község, Kroměříži j.)
- Hoštice (község, Strakonicei j.)
- Hoštice-Heroltice (község, Vyškovi j.)
- Hostim (község, Znojmói j.)
- Hostín (község, Mělníki j.)
- Hostín u Vojkovic (község, Mělníki j.)
- Hostinné (város, Trutnovi j.)
- Hostišová (község, Zlíni j.)
- Hostivice (város, Nyugat-prágai j.)
- Hoštka (város, Litoměřicei j.)
- Hošťka (község, Tachovi j.)
- Hostomice (város, Berouni j.)
- Hostomice (mezőváros, Teplicei j.)
- Hostouň (város, Domažlicei j.)
- Hostouň (község, Kladnói j.)
- Hostovlice (község, Kutná Hora-i j.)
- Hosty (község, České Budějovice-i j.)
- Hovězí (község, Vsetíni j.)
- Hovorany (község, Hodoníni j.)
- Hovorčovice (község, Kelet-prágai j.)
- Hraběšice (község, Šumperki j.)
- Hraběšín (község, Kutná Hora-i j.)
- Hrabětice (község, Znojmói j.)
- Hrabišín (község, Šumperki j.)
- Hrabová (község, Šumperki j.)
- Hrabůvka (község, Přerovi j.)
- Hrabyně (község, Opavai j.)
- Hracholusky (község, Prachaticei j.)
- Hracholusky (község, Rakovníki j.)
- Hrachoviště (község, Jindřichův Hradec-i j.)
- Hradčany (község, Brno-vidéki j.)
- Hradčany (község, Nymburki j.)
- Hradčany (község, Přerovi j.)
- Hradčany-Kobeřice (község, Prostějovi j.)
- Hradce (község, České Budějovice-i j.)
- Hradčovice (község, Uherské Hradiště-i j.)
- Hradec (község, Dél-plzeňi j.)
- Hradec (község, Havlíčkův Brod-i j.)
- Hradec Králové (város, Hradec Králové-i j.)
- Hradec nad Moravicí (város, Opavai j.)
- Hradec nad Svitavou (község, Svitavyi j.)
- Hradečno (község, Kladnói j.)
- Hradec-Nová Ves (község, Jeseníki j.)
- Hrádek (község, Frýdek-místeki j.)
- Hrádek (község, Hradec Králové-i j.)
- Hrádek (község, Klatovyi j.)
- Hrádek (város, Rokycanyi j.)
- Hrádek (község, Ústí nad Orlicí-i j.)
- Hrádek (község, Znojmói j.)
- Hrádek nad Nisou (város, Libereci j.)
- Hradešice (község, Klatovyi j.)
- Hradešín (község, Kolíni j.)
- Hradiště (község, Benešovi j.)
- Hradiště (község, Dél-plzeňi j.)
- Hradiště (község, Domažlicei j.)
- Hradiště (katonai terület, Karlovy Vary-i j.)
- Hradiště (község, Rokycanyi j.)
- Hradištko (község, Nymburki j.)
- Hradištko (község, Nyugat-prágai j.)
- Hranice (község, České Budějovice-i j.)
- Hranice (város, Chebi j.)
- Hranice (város, Přerovi j.)
- Hraničné Petrovice (község, Olomouci j.)
- Hrazany (község, Píseki j.)
- Hrčava (község, Frýdek-místeki j.)
- Hrdějovice (község, České Budějovice-i j.)
- Hrdibořice (község, Prostějovi j.)
- Hrdlív (község, Kladnói j.)
- Hrdlořezy (község, Mladá Boleslav-i j.)
- Hřebeč (község, Kladnói j.)
- Hřebečníky (község, Rakovníki j.)
- Hředle (község, Berouni j.)
- Hředle (község, Rakovníki j.)
- Hrejkovice (község, Píseki j.)
- Hřensko (község, Děčíni j.)
- Hřibiny-Ledská (község, Rychnov nad Kněžnou-i j.)
- Hřibojedy (község, Trutnovi j.)
- Hřiměždice (község, Příbrami j.)
- Hříšice (község, Jindřichův Hradec-i j.)
- Hříškov (község, Lounyi j.)
- Hřivice (község, Lounyi j.)
- Hřivínův Újezd (község, Zlíni j.)
- Hrob (város, Teplicei j.)
- Hrobce (község, Litoměřicei j.)
- Hrobčice (község, Teplicei j.)
- Hrobice (község, Pardubicei j.)
- Hrobice (község, Zlíni j.)
- Hrochův Týnec (város, Chrudimi j.)
- Hromnice (község, Észak-plzeňi j.)
- Hronov (város, Náchodi j.)
- Hrotovice (város, Třebíči j.)
- Hroubovice (község, Chrudimi j.)
- Hroznatín (község, Třebíči j.)
- Hroznětín (város, Karlovy Vary-i j.)
- Hroznová Lhota (község, Hodoníni j.)
- Hrubá Skála (község, Semilyi j.)
- Hrubá Vrbka (község, Hodoníni j.)
- Hrubčice (község, Prostějovi j.)
- Hrubý Jeseník (község, Nymburki j.)
- Hrusice (község, Kelet-prágai j.)
- Hruška (község, Prostějovi j.)
- Hrušky (község, Břeclavi j.)
- Hrušky (község, Vyškovi j.)
- Hrušov (község, Mladá Boleslav-i j.)
- Hrušová (község, Ústí nad Orlicí-i j.)
- Hrušovany (község, Chomutovi j.)
- Hrušovany nad Jevišovkou (város, Znojmói j.)
- Hrušovany u Brna (község, Brno-vidéki j.)
- Hrutov (község, Jihlavai j.)
- Hubenov (község, Jihlavai j.)
- Hudčice (község, Příbrami j.)
- Hudlice (község, Berouni j.)
- Hukvaldy (község, Frýdek-místeki j.)
- Hulice (község, Benešovi j.)
- Hulín (város, Kroměříži j.)
- Humburky (község, Hradec Králové-i j.)
- Humpolec (város, Pelhřimovi j.)
- Huntířov (község, Děčíni j.)
- Hůrky (község, Rokycanyi j.)
- Hurtova Lhota (község, Havlíčkův Brod-i j.)
- Hůry (község, České Budějovice-i j.)
- Husí Lhota (község, Mladá Boleslav-i j.)
- Husinec (község, Kelet-prágai j.)
- Husinec (város, Prachaticei j.)
- Huslenky (község, Vsetíni j.)
- Huštěnovice (község, Uherské Hradiště-i j.)
- Hustopeče (város, Břeclavi j.)
- Hustopeče nad Bečvou (mezőváros, Přerovi j.)
- Hutisko-Solanec (község, Vsetíni j.)
- Huzová (község, Olomouci j.)
- Hvězdlice (mezőváros, Vyškovi j.)
- Hvězdonice (község, Benešovi j.)
- Hvězdoňovice (község, Třebíči j.)
- Hvozd (község, Észak-plzeňi j.)
- Hvozd (község, Prostějovi j.)
- Hvozd (község, Rakovníki j.)
- Hvožďany (község, Domažlicei j.)
- Hvožďany (község, Příbrami j.)
- Hvozdec (község, Berouni j.)
- Hvozdec (község, Brno-vidéki j.)
- Hvozdec (község, České Budějovice-i j.)
- Hvozdná (község, Zlíni j.)
- Hvozdnice (község, Hradec Králové-i j.)
- Hvozdnice (község, Nyugat-prágai j.)
- Hybrálec (község, Jihlavai j.)
- Hynčice (község, Náchodi j.)
- Hynčina (község, Šumperki j.)
- Hýskov (község, Berouni j.)
- Hýsly (község, Hodoníni j.)

## I
- Ivaň (község, Brno-vidéki j.)
- Ivaň (község, Prostějovi j.)
- Ivančice (város, Brno-vidéki j.)
- Ivanovice na Hané (város, Vyškovi j.)